# Комуке-То
Комуке-То (яп. コムケ湖) — солоноватоводное эвтрофное озеро на северо-восточном побережье японского острова Хоккайдо. Располагается на территории округа Охотск в префектуре Хоккайдо. Относится к бассейну Охотского моря, сообщаясь с ним через пролив на северо-востоке. В 1987 году на базе озера создана одноимённая особо охраняемая природная территория (категория МСОП — IV).
Озеро лагунного происхождения, сложной формы, вытянуто в субширотном направлении. Акватория состоит из нескольких частей, соединяемых протоками. Площадь озера составляет 4,9 км², глубина достигает 5,3 м. Протяжённость береговой линии — 23 км.